# Burg Bühne
Die Burg Bühne, auch Burg Piun genannt, war eine Burg im Stadtteil Bühne (Am Burgpark 12) der Stadt Borgentreich im Kreis Höxter in Nordrhein-Westfalen.

## Geschichte
Die Anlage der Burg Bühne geht wahrscheinlich auf eine Hofstelle aus dem 13. Jahrhundert zurück, mit denen die Familie von Spiegel zum Desenberg vom Paderborner Bischof belehnt wurde. In der Mitte des 16. Jahrhunderts verließ die Familie die Burg Desenberg. Die verschiedenen Zweige der Familie gründeten neue Rittersitze, unter anderem auf der Burg Bühne.
Die weitgehend verschwundene Hauptburg aus dem 16. Jahrhundert war ursprünglich eine Wasserburg. Nach Norden, Westen und Osten war sie durch einen vier m hohen Wall gesichert. Im Süden war ihr eine Unterburg vorgelagert, von der nur noch Teile der Wehrmauer mit Schießscharten vorhanden sind.
1588 vereinbarten die vier auf den Rittersitzen Rothenburg, Klingenburg, Übelgönne und Bühne ansässigen Zweige der Familie, sich gegenseitig beim Aussterben einer Linie im Mannesstamm als Erbe einzusetzen. Dadurch blieben alle vier Güter bis in die Neuzeit hinein im Besitz der Familie von Spiegel. Im 19. Jahrhundert wurden von der Familie Spiegel die meisten Gebäude der Hauptburg abgebrochen und das Burggelände mit einem landwirtschaftlichen Gutshof neu bebaut. In dem Zusammenhang entstanden um dem Wirtschaftshof herum große Scheunen und 1822 zwei symmetrisch zum Hofzugang errichtete zweigeschossige Fachwerkbauten mit großen Walmdächern. Diese Torhäuser dienten dem jeweiligen Eigentümer bzw. Gutspächter als Wohnhäuser.
Im späteren 19. Jahrhundert erlebte der Gutsbetrieb einen Aufschwung, da die Eigentümerfamilie von Spiegel ihren westfälischen Besitz vereinte und über 50 % der Bühner Flächen besaß. Am Ende des 19. Jahrhunderts gab es jedoch einen Erbschaftsstreit, der den Niedergang des Gutes einleitete. 1939 wurde Freiherr Werner von Spiegel zu Desenberg als Eigentümer genannt. 1986 wurde der Komplex unter Denkmalschutz gestellt. 2012 veräußerten die Nachkommen der Familie von Spiegel die stark sanierungsbedürftige Gutsanlage.
2013 ließ der neue Eigentümer das südliche Torhaus zusammen mit einer Scheune aufgrund einer nur hierzu erteilten Abbruchgenehmigung des Kreises Höxter abbrechen, da die Dächer bereits eingefallen waren. 2019 verfügte die Untere Denkmalschutzbehörde eine Begehung durch die Stadt und die beim Landschaftsverband Westfalen-Lippe angesiedelte Denkmalfachbehörde, um das nördliche Torhaus in Augenschein zu nehmen. Hiergegen klagte der Eigentümer beim Verwaltungsgericht Minden. Am 27. April 2019 wurde das nördliche Torhaus „widerrechtlich abgerissen“, da dieses Mal keine Abbruchgenehmigung vorlag. Der Eigentümer äußerte sich hierzu, den Abriss des nördlichen Torhauses habe er weder in Auftrag gegeben, noch gewollt. „Dass am Ende die komplette Burg Bühne in Schutt und Asche lag, ist einem Unfall geschuldet“.